# Parokrok
Parokrok, krok podwójny – kroki postawione przez jedną stopę. Długość parokroku przeciętnego człowieka waha się w granicach 1,5–1,6 m. Parokrok jest stosowany przy tworzeniu szkiców topograficznych. Aby obliczyć odległość w terenie, wystarczy przemnożyć liczbę wykonanych parokroków przez ustaloną długość (indywidualną dla każdego człowieka).